# ینگجه (اوجان شرقی)
ینگجه یکی از روستاهای استان آذربایجان شرقی است که در دهستان اوجان شرقی بخش تیکمه‌داش شهرستان بستان‌آباد واقع شده‌است.این روستا ۹۶ نفر جمعیت دارد.